# Historická detektivka
Historická detektivka je příběh s detektivní zápletkou, který se odehrává v minulosti. Lze ji tedy považovat za subžánr detektivního románu i historického románu. Na počátku byla silně ovlivněna tzv. „gotickým románem“ a jinými mysteriózními díly. V současnosti obvykle neobsahuje nic mysteriózního, s jedinou výjimkou – záhadou je až do konce příběhu samotný zločin, obvykle vražda.

## Spory
O historickou detektivku se vedou tři základní spory. Je spíše subžánrem románu detektivního nebo románu historického? Argumentem pro první možnost je skutečnost, že obsahuje většinou znaků detektivního románu (osobu detektiva, zločin, vyřešení, způsob zanechávání stop v příběhu atd.) a historické kulisy obvykle využívá hlavně jako prostředek vytvoření potřebné atmosféry. K historickému románu má zase blízko tím, že většinou zmiňuje skutečné historické události a vystupují zde skutečné historické osobnosti. Dále je tu problém časového zařazení – kdy se z běžného detektivního románu stává historická detektivka? Existují zastánci teorií od 25 až do 100 let zpět od doby autorova života (anebo dokonce života čtenáře). Je historickou detektivkou román napsaný např. v padesátých letech o zločinu v éře Al Caponeho? Třetí spor se týká otázky historické přesnosti (jak moc na ni musí historická detektivka dbát?) a hranice mezi historickou detektivkou (ale i historickým románem) a fantasy či alternativní historií. Co když si autor zvolí za detektiva některou z historických osobností, přestože není známo, že by se kdy na nějakém vyšetřování podílela (např. Marco Polo v sérii knih Paula C. Dohertyho)? Tyto otázky samozřejmě nemají jednoznačnou odpověď.[zdroj?]

## Stručná historie
Zatímco za první detektivku se všemi atributy pozdějších prací se považuje povídka Vražda v ulici Morgue (1841) E.A. Poea, za nejranější autory historické detektivky bývají označováni Melville D. Post (s virginským detektivem strýcem Abnerem) a Anna K. Green (s detektivem Ebenzerem Grycem), oba publikující začátkem 20. století. Jejich detektivní příběhy byly ještě silně prosyceny mysteriózním nádechem, v případě strýce Abnera se bez nadsázky v mnoha případech jednalo o vyřešení s pomocí Bible, kterou dokonale ovládal, ačkoliv používal i jisté deduktivní metody. Jejich příběhy ještě nešly příliš daleko do minulosti.
Průkopnicí v historické detektivce je Agatha Christie, která roku 1944 vydala román Nakonec přijde smrt, zasazený do starověkého Egypta. Přestože se kniha nedočkala tak příznivých ohlasů, jako v některých jiných případech, a přestože v tomto žánru autorka nepokračovala, jedná se o jeden z prvních detektivních románů, o němž beze všech pochybností můžeme říct, že je historický. Druhou plnohodnotnou historickou detektivkou je (zřejmě do češtiny dosud nepřeložený) román Johna Dicksona Carra The Bridge of Newgate z období napoleonských válek (vydaný v roce 1950). Ve stejné době začal psát svou sérii detektivních příběhů ze staré Číny, jejichž hrdinou je soudce Ti, nizozemský autor Robert van Gulik.
Teprve v sedmdesátých letech 20. století historická detektivka pevně zakotvila mezi ostatní literární žánry. Hlavní zásluhu na tom měla zejména Edith Pargeterová, píšící detektivní příběhy pod pseudonymem Ellis Petersová. Její série detektivních příběhů bratra Cadfaela zavádí čtenáře do raně středověkého pomezí Anglie a Walesu, kde vraždy řeší stárnoucí mnich, bývalý veterán z křížových výprav. Její knížky získaly úspěch zejména díky skvělému spojení čtivosti, historických reálií a záhadných zločinů. Je otázkou, zda za historickou detektivku lze považovat Jméno růže Umberta Eca z roku 1980: dílo je žánrově velmi těžko zařaditelné, detektivní linie knihy je ve srovnání s ostatními motivy spíše marginální.
V tomto článku byl použit překlad textu z článku Historical mystery na anglické Wikipedii.

## Významnější autoři ve světě
V současnosti je možno považovat za nejplodnějšího autora historických detektivek Paula C. Dohertyho, který napsal pod vlastním jménem i pod řadou pseudonymů desítky knih z různých historických období (Egypt, Alexandr Veliký, starověký Řím, Anglie Jindřicha VIII., Marco Polo…) – do češtiny jich bylo přeložena zatím jen část. Velmi plodným i do češtiny překládaným autorem je také Peter Tremayne, jehož detektivní příběhy z doby raně středověkého Irska mají netypickou vyšetřovatelku, řeholní sestru Fidelmu.
Na období starověkého Říma se zaměřují Lindsey Davisová a John Maddox Roberts (v prvním případě na dobu císařství, ve druhém na období republiky), detektivky Christiana Jacqa se odehrávají ve starověkém Egyptě. Na Gulikovy příběhy soudce Ti navazuje francouzský spisovatel Frédéric Lenormand, do japonského prostředí jsou zasazené historické detektivky Laury Rowlandové a I.J. Parkerové.

## Situace na české scéně
V české literární produkci je králem historické detektivky Vlastimil Vondruška. První sérii, Hříšní lidé Království českého napsal ještě pod pseudonymem Jan Alenský. Většina jeho detektivních příběhů je zasazena do 13. století – případy vyšetřuje královský prokurátor Oldřich z Chlumu. Cyklus detektivních povídek Letopisy královské komory s hlavní postavou písaře královské komory Jiřího Adama z Dobronína se odehrává v 16. století.
Stejně jako Vondruška se většina českých autorů větších sérií zaměřuje na české (či moravské) prostředí. Jan Bauer zasazuje své detektivky do 14. století (Případy královského soudce Melichara, V tajných službách otce vlasti) a do rudolfinské doby (Mordy v časech Rudolfa II.), Stanislav Češka do období Velkomoravské říše (Zločiny na Velké Moravě), Naďa Horáková do 14. století (Mocní a ubozí Markrabství moravského). Historické detektivky píší také např. Zdeněk Pošíval, František Kalenda, Zuzana Koubková, Marie Macková, Pavel Hrdlička, Jiří Bílek, Hana Whitton, Jan Rybář aj.